# Zygmunt Anczok
Zygmunt Józef Anczok (Sigismond Joseph Anczok en français) est un footballeur polonais né le 14 mars 1946 à Lubliniec ayant évolué comme arrière gauche et considéré toujours jusqu'à aujourd'hui comme le meilleur joueur polonais à ce poste dans toute l'histoire du football polonais. Il est également médaillé d'or aux Jeux olympiques à Munich en 1972.

## Jeunesse
Zygmunt Anczok disposait dès son plus jeune âge d'excellentes prédispositions pour pratiquer le sport de haut niveau, il fut dans son Lubliniec natal le champion de son école en athlétisme (saut en longueur, saut en hauteur, course de vitesse sur 60m et lancé de poids). "C'est d’ailleurs grâce à l'athlétisme que j'avais de très bonne conditions physiques, ce qui m'a beaucoup aidé dans ma carrière footballistique" déclara-t-il en 2004.

## Carrière et succès

### En club
Zygmunt Anczok, pseudonyme Ana, a commencé sa carrière au Sparta Lubliniec au sein duquel il a évolué jusqu’en 1963 avec son départ au Polonia Bytom. Il a remporté de grand succès avec le club de Bytom, remportant notamment le titre de champion d’interligue en Amérique du Nord en 1965 ainsi que l'International football cup (Intertoto de l’époque) la même année. En 1966 et 1969, il remporta avec son club la médaille de bronze du championnat de Pologne. À partir de 1971, il évolua au Górnik Zabrze, avec lequel il remporta le championnat et la Coupe de Pologne en 1972. 

### En équipe nationale polonaise
Sa carrière internationale commença en 1965 avec un match contre l’Écosse remporté 2 buts à 1. Ses plus grands atouts étaient son endurance et sa vitesse, il prenait souvent part aux actions offensives, ne se limitant pas aux tâches défensives. La confirmation de sa grande utilité au sein de l’équipe nationale polonaise fut la titularisation dans un match durant la tournée en Amérique du Nord en 1966, où il dut affronter des attaquants comme Pelé ou Garrincha. En 1971, il participa au match d’adieu de Lev Yachine dans l’équipe des Stars de la FIFA à Moscou avec Wlodzimierz Lubanski.
Il a joué tous les matches lors des Jeux olympiques de Munich en 1972, y compris la finale contre la Hongrie qui se solda par un succès polonais 2 à 1. C’était à cette époque-là le plus grand succès du football polonais.
Il mit fin à sa carrière de joueur international polonais après un match contre le Pays de Galles (remporté 3:0) en 1973. Sa carrière fut hachée par de nombreuses blessures à répétitions, c’est d’ailleurs à cause d’une fracture du métatarse qu’il ne participa pas à la Coupe du monde 1974 en Allemagne.

## Fin de carrière
En 1974 il quitta la Pologne pour les États-Unis, où il évolua dans deux clubs de la polonia locale, le Wisla Chicago et le Chicago Cats (jusqu’en 1976). Il quitta ensuite les États-Unis pour évoluer dans le Championnat Norvégien (Tippeligaen) dans le club de Skeid FK Oslo, où il fut un véritable pionnier polonais puisqu'il était le premier joueur polonais de l'histoire à jouer dans ce pays. Il raccrocha les crampons en 1979.
Il a été par la suite entraîneur à Lubliniec. Cependant, de graves problèmes de santé l’ont contraint à changer de profession. Il s'essaya aux affaires, il eut un magasin et pendant un certain temps fut même chauffeur de Taxi. Actuellement, il peut paisiblement profiter de son statut bien mérité de retraité, statut qui a été revu et revalorisé il y a quelques années pour les sportifs polonais médaillés des Jeux olympiques.